# ガンダム・ザ・バトルマスター
『ガンダム・ザ・バトルマスター』（GUNDAM THE BATTLE MASTER）は、バンダイから発売されたガンダムシリーズのモビルスーツやモビルアーマーで戦う対戦型格闘ゲーム。開発はナツメ。
本項では続編『ガンダム・ザ・バトルマスター2』とその北米版にあたる "GUNDAM BATTLE ASSAULT"、およびシリーズ関連タイトルについても述べる。

## 概要
グラフィックは2Dだが、登場する機体は「モーションパーツシステム」により体の各部分を独立して描写しており（スプライトを使った多関節）、機体の動きに伴って体の各部分が干渉し合いガシャガシャと動く重量感を表現している。
また、登場機体のサイズは原作の記述に基づいている。例えばRX-78ガンダムとνガンダムでも原作通り身長差があり、中ボスのビグ・ザムやサイコガンダムMK-III、ノイエ・ジールなどは、接近した状態では画面に足しか見えないということもある（原作に忠実という訳でもなく、クィン・マンサは原作より小さい）。また、ビグザムはそのサイズゆえに移動そのものが攻撃になるが方向転換すらできない、νガンダムがフィン・ファンネルを打撃武器として使用する攻撃など、本作は単なるガンダムの格闘ゲームという枠を越えて、特異なゲーム性と世界観を確立している。
登場する機体は本作オリジナルの「サイコガンダムMk-III」を除いては既存のガンダムシリーズから採用しているが、世界観はゲームオリジナルのものとなっており、各機体に搭乗するパイロットも本作オリジナルのキャラクターである。パイロットキャラクターデザインは重田敦司。世界観の違いから、原作では登場時期に10年以上の開きがある機体も、本作の世界観においては技術的な差は存在しないという設定となっている。

### 北米での展開
日本国内では2作のみで終了した『バトルマスター』シリーズであるが、『ガンダム・ザ・バトルマスター2』を北米向けにアレンジした『GUNDAM BATTLE ASSAULT』が好評だったため、北米ではその後も独自の展開を続けており、その一部は『バトルマスター』のタイトルが付かない形で日本にも逆輸入されている。
初期の日本版と異なり、北米版では各メカのパイロットは原作のキャラクターと同一人物が操縦しているという設定であり、これらを元に逆移植された日本版でも反映されている。『バトルマスター』シリーズのオリジナルMAであったサイコガンダムMk-IIIは、『BATTLE ASSAULT』ではヴァルダー・ファーキル、『BATTLE ASSAULT 2』ではウルベ・イシカワがそれぞれパイロットになっている。
ナツメ開発・バンダイ発売であるためか、『BATTLE ASSAULT 2』におけるガンダムエピオンの必殺技は、日本で発売されたスーパーファミコン用ソフト『新機動戦記ガンダムW ENDLESS DUEL』でも使用していた必殺技（オーラをまとった後に方向を決めて突進する突進技）が採用されている。

## シリーズ関連作品
ガンダム・ザ・バトルマスター（PlayStation、1997年6月20日発売）
パイロットは全てオリジナルキャラクターで、本作独自のストーリーが展開される。全10体が使用可能で、他にCPU専用のボス機体も3体登場する。
ガンダム・ザ・バトルマスター2（PlayStation、1998年3月12日発売）
前作同様にパイロットは全てオリジナルキャラクター。前作の13体は全て続投の上でボス機体も使用可能になり、新たな機体を追加して全20体を使用可能。
本作の音源は、CD-DAを採用しているためサウンドトラックとしても機能する。
GUNDAM BATTLE ASSAULT（PlayStation、2000年11月6日発売 / 2001年4月26日限定発売）
『バトルマスター2』の北米ローカライズ版。前作『バトルマスター』は北米で発売されなかったため、『BATTLE ASSAULT』シリーズとしては第1作となる。
パイロットが全て原作アニメのキャラクターに変更された他、ハンマ・ハンマが削除された代わりに現地で人気が高かったウイングガンダムが追加された。
PlayStation 2用ソフト『機動戦士ガンダム』の購入者特典としてメッセージが英語のまま日本仕様のPlayStationで動くようにローカライズされた『ガンダムバトルアサルト』が2000年12月21日から2001年1月31日までの受付期間限定で通信販売された。
GUNDAM BATTLE ASSAULT 2（PlayStation、2002年7月17日発売）
北米のみで発売された『BATTLE ASSAULT』の続編。『機動武闘伝Gガンダム』と『新機動戦記ガンダムW』の機体が追加され、全30体が使用可能。ストーリーモードで使用できる8体のみ、必殺技を使う際にパイロットのカットインと北米版の声優によるボイスが付いている。PlayStation末期の発売のため、20ドルの低価格ソフトとして販売された。
SIMPLEキャラクター2000シリーズ THEバトル（PlayStation、2002年10月10日 2本同時発売）
『BATTLE ASSAULT 2』を日本向けにローカライズして『Vol.12 機動武闘伝Gガンダム THEバトル』と『Vol.13 新機動戦記ガンダムW THEバトル』の2本に分割し、2,000円の低価格ソフトとして販売した作品。初期状態で使用できる各6体を全てクリアすることで、『Gガンダム』は『ガンダムW』の、『ガンダムW』は『Gガンダム』のデータをロード可能になり、互いの最初に選択できる機体が使える様になるが、一方でしか出現しない機体も存在する（各ソフトで最大24体ずつが使用可能、北米版と比較して6体ずつ少なくなる）。『BATTLE ASSAULT 2』とは違い声優の起用はなく、ムービーやカットインの演出なども用意されていない。
MOBILE SUIT GUNDAM SEED BATTLE ASSAULT（ゲームボーイアドバンス、2004年8月10日発売）
登場機体は『機動戦士ガンダムSEED』のものに一新され、隠しとして外伝作品『機動戦士ガンダムSEED ASTRAY』からの機体も登場する。北米における『SEED』のテレビアニメ放送に合わせて発売されたこともあり、後半の機体は一部しか登場しない。
日本では下記の『機動戦士ガンダムSEED DESTINY』の隠し要素としてメッセージが英語のまま同時収録されている。
機動戦士ガンダムSEED DESTINY（ゲームボーイアドバンス、2004年11月25日発売）
上記の北米版のローカライズ版にあたるが、タイトル通り『機動戦士ガンダムSEED DESTINY』の機体を追加してキャラクター数が倍近くに増加している。日本における『SEED DESTINY』のテレビアニメ放送に合わせて発売されたこともあり、インパルスからセイバーガンダムまでの序盤の主要機体の登場に留まり、北米版にはあったストーリーモードも存在しない。キラ・ヤマトなどの『SEED』作品のキャラクターは『SEED』の設定で登場し、外伝作品の『SEED ASTRAY』のキャラクター（ロウ・ギュールなど）も登場する。また、必殺技のボイスには声優を起用している。
BATTLE ASSAULT 3 FEATURING MOBILE SUIT GUNDAM SEED（PlayStation 2、2004年12月7日発売）
北米版のみ発売。ハードがPS2に移行したことで3Dグラフィックとなり、GBA版と同様に『機動戦士ガンダムSEED』をテーマとしている。

## 本シリーズオリジナルの登場人物
『バトルマスター』『2』のオリジナルの登場人物のみ記載。『2』で搭乗機体が変更された人物もいるが、条件を満たすと第1作の機体も使用できる。
マーキュリー・プロムナード
搭乗機体は1ではガンダム、2ではΖガンダム。
軍人家系に生まれ、自身も強制され軍人になる。
軍の機体であったサイコガンダムMk-III強奪事件を担当していた上官が殉職、
彼にかわってサイコガンダムMk-IIIの行方を追う任をかせられる。
バトルマスター2では軍によって指名手配されたグロリアの捕縛任務にあたっている。
ロイド・ニコルス
搭乗機体はザクII、2ではザクIIS型にも搭乗。
元軍人。軍神と呼ばれるほどの実力者。
マリアの父親という事もあって、1・2共に物語の裏に少なからず関与している様子がある。
それゆえ、娘のマリアをはじめとして何人かの他のキャラから恨まれている。
ハニー・B
搭乗機体はΖΖガンダム(フルアーマー)。
軍の戦争孤児収容施設に入れられていたが、超感覚ウイルスの適性があったことでその被験体にされてしまう。
同じく被験体のマリアから実験の真実を教わり、彼女の導きで逃亡。
その後、機械工場に身を隠しつつそこで働き、他の孤児達を引き取って育てるため、賞金稼ぎになる。
2の時点で14歳だが、かなりの情報収集能力を持ち、レジスタンスや軍の情報も彼女の前では素通りできないらしい(超感覚ウイルスによる能力なのかどうかは不明)。
機体のＺＺはフルアーマー装備で固定されているらしく、作中ではアーマー部分をパージしたり変形したりする事ができない。
ケイジ・ダテ
搭乗機体は1ではνガンダム、2ではハンマ・ハンマ。
己が絶対的な正義と信じてやまない勘違い系の熱血漢。
祖父から教わった武術の心得があり、MS同士の戦闘も修行と考え、強い相手を求めて放浪している。
人が住めないような極寒の地でも暑苦しく平気でいられるようである。
師匠の祖父がいるらしいが、1・2共にゲーム内で姿はおろか情報が出てくることはない。
キャロルに惚れているが、基本的に彼女にいいように扱われている様子。
キャロル・ヨンファン
搭乗機体はハイゴッグ。
母が娼婦、父親は不明。そのため世間の風当たりは冷たかった。
しかし母親が愛情深く育ててくれたおかげで彼女は強く明るく成長した。
母親を養うために軍に入るが、その野放図な性格が折り合わず、半年たらずでMSを盗んで勝手に脱隊。
そのまま賞金稼ぎに身を置いて、大金を荒稼ぎする。
バトルマスター2ではグロリアに対し、「病気の母のために…」という建前で賞金を狙うが、嘘をすぐに見抜かれる。
露出度の高い装束に身をつつんでおり、スタイルも相当よい。また、自身の美貌を自覚しており、それなりの自信を持っているようだ。
ダテに惚れられているが彼女にその気はなく、からかって遊ぶ対象となっている。
レイチェル・エイファス
搭乗機体はジ・O。
大手MSブローカーを父に持つ。婚約者の仇を討つために父親のMSを勝手にかりだす等、お嬢様キャラにしては暴走気味。MSの性能だけで勝てると思っている様子。
1と2では性格が微妙に変わっているような印象がある。
スミス・キングスレイ
搭乗機体はサザビー。
スラム街の出で、ゴキゲンな音楽を愛するMSハンター。
陽気な性格だが報酬には厳しく、それが原因で雇い主とトラブルになる事もあるという。
それなりに名が知れたハンターのようで、グロリアとも互いに知り合いである様子。
ラルゴ・フォード
搭乗機体はGP02A。
核搭載のMSで農場の経営と警備を行っている中年男。
温厚で涙脆い性格だが、農場を荒らすものには容赦がない。賞金は全て農場の拡大に資金を当てている。
息子がいるらしく、パトリシアに勝利した際には、子供のためにアッガイを譲って欲しいと申し出る。
バトルマスター2での彼のステージには背景にリーオーらしき機体も見え、他にもある程度のMSを保有している模様。
パトリシア・エステファン
2のみ登場。搭乗機体はアッガイ。
筋肉質でダンディーな雰囲気の中年男性だが、背の高さが子供のピクシーと同じ。
ほぼ壊滅した軍隊を立て直すためにレジスタンス狩りの組織を形成しようとしているが、格納庫のMSが全てアッガイ。
酒と女が好きで、一部女性キャラに勝利した際には軽く口説くような態度も垣間見える。
ノイズ・マッディー
搭乗機体はジオング。
クリスチャンの家庭の生まれの元メカニック兼テストパイロット。
パイロットとして実戦に投入されてからは殺人鬼として目覚め、自らカスタマイズしたMSを駆る。
バトルマスター2ではグロリアを気に入ったのか、彼女に敗れた後も執念深くモニター越しに見つめる等の行動を取っている。
シナプス
本名はアンドル・パークウェスト。搭乗機体はクィン・マンサ。
軍（バトルマスター2ではシメオン）が開発した戦闘用サイボーグ。
アンドルの脳が組み込まれているが記憶が全て消去されている。
グロリア・チェンバレー
2の主人公。搭乗機体は初期使用可能の各MSに加えてボール。
表向きの職業は運び屋、裏ではレジスタンスの一員という顔を持つ。
キャロルを小娘扱いするなど、女性キャラの中では年齢はそこそこ年上の様子。
自衛用にMSを駆るなど、それなりにパイロットとしての腕は良いようだ。
割り切った性格のようで、自分が運んだものを依頼主がどう使うかに興味はない様子。
ピクシー
2のみ登場。グロリアが成り行きで連れ歩くことになった少年。
正体はシメオンのクローンであり、覚醒する前にマリアが地球に送り出した。搭乗機体はハイドラガンダム。
リタ・スー
搭乗機体はキュベレイ。
レジスタンスのリーダーの女性。
冷徹な性格で、裏では政府と内通している。
ガルス・ゴルディーニ
搭乗機体はビグ・ザム。
マリア（バトルマスター2ではシメオン）の部下の大男。
配下に降る前は略奪と破壊を繰り返す荒くれ者として恐れられていた。
シュタイン・H・シュリッヒン
1のみ登場。搭乗機体はノイエ・ジール。
マリアの部下の男性。
とある地方の元悪徳領主であり、自己中心的な性格であることから領民により追放された。
シメオン
2のみ登場。搭乗機体はノイエ・ジール。
月面基地の総司令官であるマッドサイエンティスト。
選民思想が強く、人類抹殺と新人類の創造を企む。
マリア・ニコルス
声：井上喜久子（『SDガンダム GGENERATION』シリーズ）
ロイドの娘。搭乗機体はサイコガンダムMK-III（THEバトルにも登場）。
バトルマスターでは超感覚化ウイルスの適正体質があったことからロイドに軍に収容され、モルモットのような扱いを受けた。
テスト中だったサイコガンダムMk-IIIを強奪して脱走してからはガルスとシュタインと共に宇宙海賊を結成し、多大な賞金を懸けられている。
バトルマスター2ではシメオンの助手を務める。